# Heliconia (geslacht)
Heliconia is een geslacht uit de familie Heliconiaceae. Het geslacht bestaat uit circa honderd tot tweehonderd soorten bloemplanten. De soorten komen van nature voor in tropisch Centraal-Amerika, de Antillen, Zuid-Amerika en de eilanden in de Grote Oceaan ten oosten van Indonesië. Het is het enige geslacht binnen de familie Heliconiaceae en werd vroeger tot de familie Musaceae gerekend.
Het zijn meerjarige, groenblijvende, kruidachtige planten met een krachtige wortelstok. De planten hebben grote, decoratieve, bloeiwijzen. Er zijn soorten met rechtopstaande en soorten met hangende bloeiwijzen. Het opvallendste zijn de gekleurde schutbladeren van deze bloeiwijzen. De kleine, onopvallende bloemen groeien tussen de schutbladeren. De groeiwijze is vergelijkbaar met die van geslachten als Canna, Strelitzia en Musa.
De planten zijn een belangrijke voedselbron voor vogels zoals de haaksnavelkolibrie en de roodstaarthaaksnavelkolibrie en de granaatkolibrie, die zich voeden met de nectar van de bloemen. Bovendien kan er water in de bladeren worden opgeslagen. De zo ontstane fytotelma (waterreservoir in een landplant) is belangrijk voor de eerste levensstadia van veel organismen, zoals muggen- en kikkersoorten.
De bloeiwijze van de Heliconia-soorten heeft een economische waarde als snijbloem en is een exportproduct van Colombia.
Omdat de soort H. caribaea voorkomt in de reservaten Saba National Land Park en Quill/Boven National Park, behoort deze soort tot de flora van Caribisch Nederland. in het Surinaams-Nederlands luidt de benaming palulu, een woord dat voorkomt in de Woordenlijst Nederlandse Taal van de Nederlandse Taalunie.

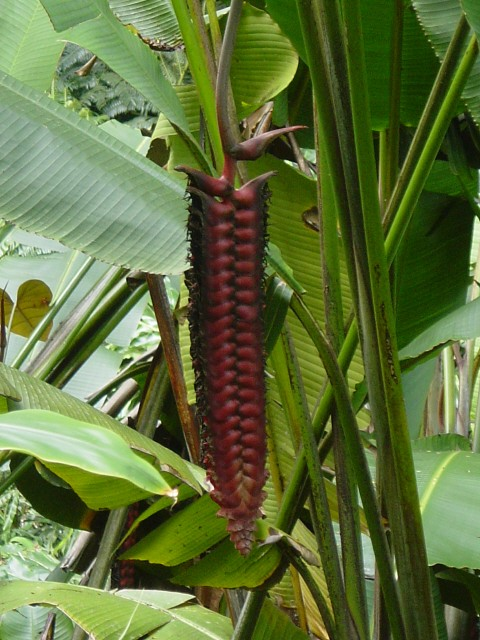
Bloeiwijze van H. mariae

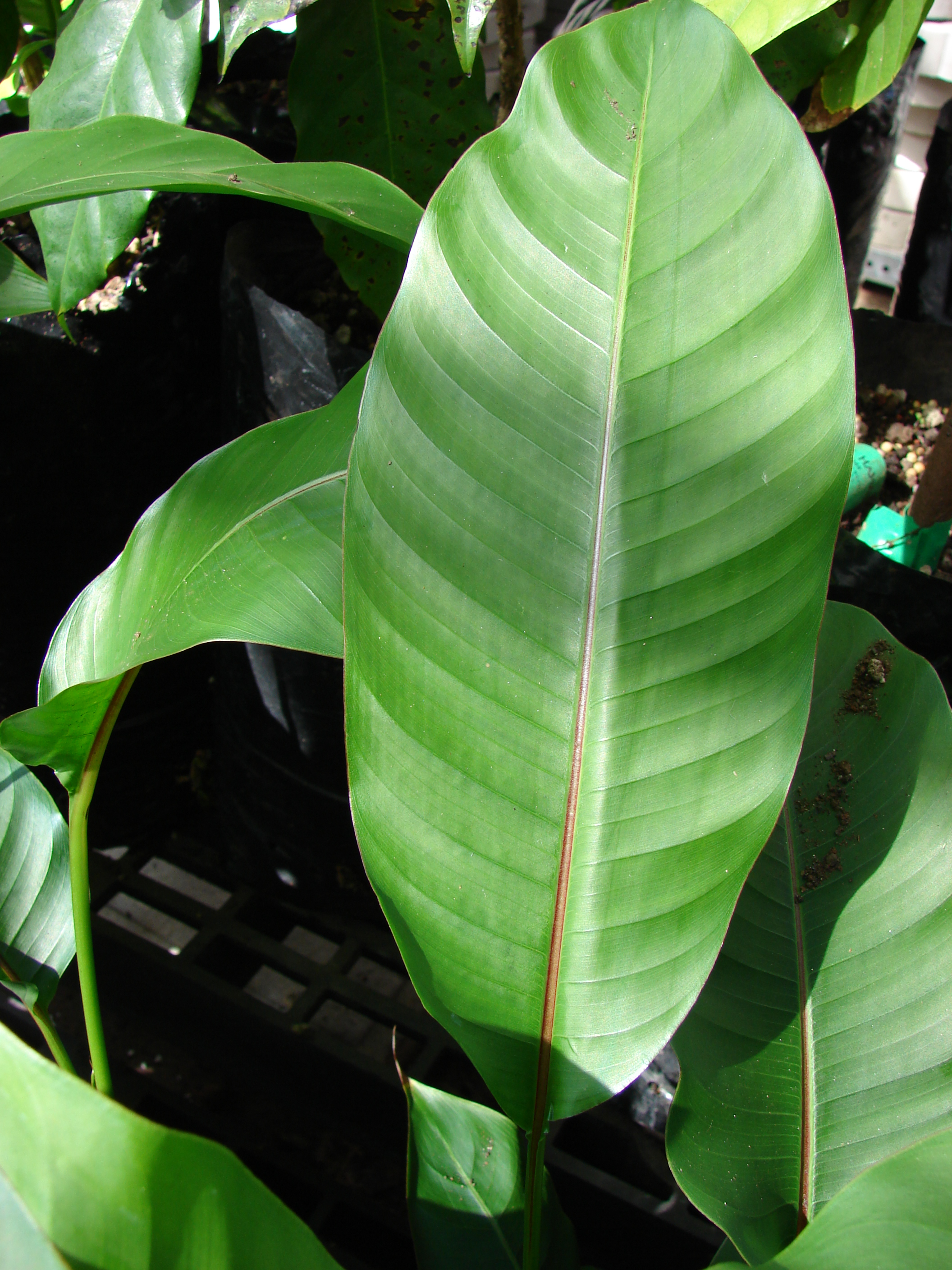
H. stricta

Een selectie van soorten:
| - H. acuminata - H. aemygdiana - H. angusta - H. angustifolia - H. aurantiaca - H. aurea - H. bicolor - H. bihai - H. bourgaeana - H. brasiliensis - H. caltheaphylla - H. caribaea - H. champneiana - H. chartacea - H. collinsiana - H. curtispatha - H. episcopalis - H. farinosa | - H. hirsuta - H. indica - H. latispatha - H. lennartiana - H. lingulata - H. magnifica - H. mariae - H. marthiasiae - H. metallica - H. mutisiana - H. nutans - H. ortotricha - H. pearcei - H. paka - H. pendula - H. platystachys - H. pogonantha - H. pseudoaemygdiana | - H. psittacorum - H. ramonensis - H. richardiana - H. rostrata - H. schiedeana - H. shumanniana - H. spathocircinata - H. spissa - H. stricta - H. subulata - H. tortuosa - H. vaginalis - H. vellerigera - H. velloziana - H. velutina - H. wagneriana - H. xanthovillosa - H. zebrina |